# Ullspindelapor
Ullspindelapor (Brachyteles) är ett släkte i familjen Atelidae som tillhör ordningen primater. I detta släkte finns två arter, Brachyteles hypoxanthus och Brachyteles arachnoides, som räknas till de mest hotade primater i Amerika.
Det vetenskapliga släktnamnet är bildat av de grekiska orden brachy (kort) och teleios (fullständig). Det syftar på tummarna som är korta eller som saknas.

## Utbredning
Ullspindelapornas utbredningsområde ligger i södra Brasiliens skogar. Tidigare fanns dessa primater i nästan alla skogar vid Brasiliens östra kustlinje.

## Utseende
Med en vikt upp till 15 kg hör dessa djur till de största individerna i gruppen brednäsor. Pälsen är kort med gulbrun färg eller med några rödaktiga inslag. Det nakna ansiktet är ibland påfallande röd, särskild när djuret är upprörd. De är mycket bra anpassade till livet i träden. Armar och ben är påfallande långa och svansen används som gripverktyg. Ullspindelapornas kropp är 45 till 63 cm lång (utan svans) och hannar är lite större än honor. Svanslängden ligger vid 65 till 80 cm.

## Levnadssätt
Individer i detta släkte är aktiva under dagen och lever i grupper med genomsnittlig 25 individer. Med nyfödda ungar kan antalet fördubblas. Under kalla årstider solbadar de ofta på morgonen och under mycket varma dagar söker de mitt på dagen skydd i skuggan. Den för andra primater typiska aggressiviteten saknas hos ullspindelapor. En annan specialitet är att hannar stannar i gruppen efter könsmognaden. Därför letar könsmogna honor efter en ny grupp. När ullspindelapor rör sig genom skogen bildar de oftast en rad. Ledaren testar trädens grenar efter hållbarhet.
Ullspindelapor livnär sig av frukter, frön, nektar och blad.

## Fortplantning
Det förekommer bara få strider i sammanhang med parningen. Oftast parar sig flera honor med flera hannar. Efter sju till åtta månaders dräktighet föder honan ett ungdjur, sällan tvillingar. Tills ungdjuret är åtta månader gammalt sitter det fast i moderns päls och senare blir det långsamt självständigt. Efter cirka två år (18-30 månader) sluter honan att ge di. Hannar blir i genomsnitt könsmogna vid sex års ålder och honor vid elva års ålder.
Den första fortplantningen sker däremot efter 7,5 år.

## Hot
I södra Brasilien finns bara två procent av den ursprungliga skogen kvar och därför är dessa djur särskilt starkt hotade. Av arten Brachyteles hypoxanthus lever troligtvis bara 300 individer, den listas av IUCN som akut hotad (CR). För arten Brachyteles arachnoides uppskattas antalet till 1000 individer och den listas likaså som akut hotad.